# Torneo de la División I de Baloncesto Masculino de la NCAA de 2016
El Torneo de la División I de Baloncesto Masculino de la NCAA de 2016 se celebró para determinar el Campeón de la División I de la NCAA. Fueron 68 los equipos que disputaron la fase final, organizándose una ronda previa que daba acceso a la fase final entre 8 equipos, de los que cuatro se incorporarían a cada uno de los cuadros regionales. La Final Four se disputó en el NRG Stadium de Houston, Texas.
Los ganadores fueron el equipo de la Universidad de Villanova, que lograban su segundo campeonato en tres finales disputadas, tras el conseguido en 1985, derrotando en la final a la Universidad de Carolina del Norte en Chapel Hill, que disputaba su décimo partido por el título. Ryan Arcidiacono, de los Wildcats, fue considerado Mejor Jugador del Torneo.

## Equipos
| South Regional – KFC Yum! Center, Louisville, Kentucky | South Regional – KFC Yum! Center, Louisville, Kentucky | South Regional – KFC Yum! Center, Louisville, Kentucky | South Regional – KFC Yum! Center, Louisville, Kentucky | South Regional – KFC Yum! Center, Louisville, Kentucky | South Regional – KFC Yum! Center, Louisville, Kentucky | South Regional – KFC Yum! Center, Louisville, Kentucky |
| Rank.                                                  | Universidad                                            | Conferencia                                            | Record                                                 | Tipo invitación                                        | Rank. General                                          |                                                        |
| ------------------------------------------------------ | ------------------------------------------------------ | ------------------------------------------------------ | ------------------------------------------------------ | ------------------------------------------------------ | ------------------------------------------------------ | ------------------------------------------------------ |
| 1                                                      | Kansas                                                 | Big 12                                                 | 30–4                                                   | Campeón de Torneo                                      | 1                                                      |                                                        |
| 2                                                      | Villanova                                              | Big East                                               | 29–5                                                   | General                                                | 7                                                      |                                                        |
| 3                                                      | Miami                                                  | ACC                                                    | 25–7                                                   | General                                                | 10                                                     |                                                        |
| 4                                                      | California                                             | Pac-12                                                 | 23–10                                                  | General                                                | 14                                                     |                                                        |
| 5                                                      | Maryland                                               | Big Ten                                                | 25–8                                                   | General                                                | 19                                                     |                                                        |
| 6                                                      | Arizona                                                | Pac-12                                                 | 25–8                                                   | General                                                | 23                                                     |                                                        |
| 7                                                      | Iowa                                                   | Big Ten                                                | 21–10                                                  | General                                                | 27                                                     |                                                        |
| 8                                                      | Colorado                                               | Pac-12                                                 | 22–11                                                  | General                                                | 30                                                     |                                                        |
| 9                                                      | Connecticut                                            | American                                               | 24–10                                                  | Campeón de Torneo                                      | 36                                                     |                                                        |
| 10                                                     | Temple                                                 | American                                               | 21–11                                                  | General                                                | 38                                                     |                                                        |
| 11*                                                    | Vanderbilt                                             | SEC                                                    | 19–13                                                  | General                                                | 41                                                     |                                                        |
| 11*                                                    | Wichita State                                          | Missouri Valley                                        | 24–8                                                   | General                                                | 43                                                     |                                                        |
| 12                                                     | South Dakota State                                     | Summit League                                          | 26–7                                                   | Campeón de Torneo                                      | 50                                                     |                                                        |
| 13                                                     | Hawái                                                  | Big West                                               | 27–5                                                   | Campeón de Torneo                                      | 52                                                     |                                                        |
| 14                                                     | Buffalo                                                | MAC                                                    | 20–14                                                  | Campeón de Torneo                                      | 56                                                     |                                                        |
| 15                                                     | UNC Asheville                                          | Big South                                              | 22–11                                                  | Campeón de Torneo                                      | 61                                                     |                                                        |
| 16                                                     | Austin Peay                                            | Ohio Valley                                            | 18–17                                                  | Campeón de Torneo                                      | 63                                                     |                                                        |

| West Regional – Honda Center, Anaheim, California | West Regional – Honda Center, Anaheim, California | West Regional – Honda Center, Anaheim, California | West Regional – Honda Center, Anaheim, California | West Regional – Honda Center, Anaheim, California | West Regional – Honda Center, Anaheim, California | West Regional – Honda Center, Anaheim, California |
| Rank.                                             | Universidad                                       | Conferencia                                       | Record                                            | Tipo invitación                                   | Rank. General                                     |                                                   |
| ------------------------------------------------- | ------------------------------------------------- | ------------------------------------------------- | ------------------------------------------------- | ------------------------------------------------- | ------------------------------------------------- | ------------------------------------------------- |
| 1                                                 | Oregon                                            | Pac-12                                            | 28–6                                              | Campeón de Torneo                                 | 4                                                 |                                                   |
| 2                                                 | Oklahoma                                          | Big 12                                            | 25–7                                              | General                                           | 6                                                 |                                                   |
| 3                                                 | Texas A&M                                         | SEC                                               | 26–8                                              | General                                           | 12                                                |                                                   |
| 4                                                 | Duke                                              | ACC                                               | 23–10                                             | General                                           | 13                                                |                                                   |
| 5                                                 | Baylor                                            | Big 12                                            | 22–11                                             | General                                           | 20                                                |                                                   |
| 6                                                 | Texas                                             | Big 12                                            | 20–12                                             | General                                           | 21                                                |                                                   |
| 7                                                 | Oregon State                                      | Pac-12                                            | 19–12                                             | General                                           | 28                                                |                                                   |
| 8                                                 | Saint Joseph's                                    | Atlantic 10                                       | 27–7                                              | Campeón de Torneo                                 | 32                                                |                                                   |
| 9                                                 | Cincinnati                                        | American                                          | 22–9                                              | General                                           | 35                                                |                                                   |
| 10                                                | VCU                                               | Atlantic 10                                       | 24–10                                             | General                                           | 40                                                |                                                   |
| 11                                                | Northern Iowa                                     | Missouri Valley                                   | 22–12                                             | Campeón de Torneo                                 | 46                                                |                                                   |
| 12                                                | Yale                                              | Ivy League                                        | 22–6                                              | Campeón de Torneo                                 | 49                                                |                                                   |
| 13                                                | UNC Wilmington                                    | CAA                                               | 25–7                                              | Campeón de Torneo                                 | 51                                                |                                                   |
| 14                                                | Green Bay                                         | Horizon                                           | 23–12                                             | Campeón de Torneo                                 | 55                                                |                                                   |
| 15                                                | Cal State Bakersfield                             | WAC                                               | 22–8                                              | Campeón de Torneo                                 | 60                                                |                                                   |
| 16*                                               | Holy Cross                                        | Patriot                                           | 14–19                                             | Campeón de Torneo                                 | 68                                                |                                                   |
| 16*                                               | Southern                                          | SWAC                                              | 22–12                                             | Campeón de Torneo                                 | 67                                                |                                                   |

| East Regional – Wells Fargo Center, Philadelphia | East Regional – Wells Fargo Center, Philadelphia | East Regional – Wells Fargo Center, Philadelphia | East Regional – Wells Fargo Center, Philadelphia | East Regional – Wells Fargo Center, Philadelphia | East Regional – Wells Fargo Center, Philadelphia | East Regional – Wells Fargo Center, Philadelphia |
| Rank.                                            | Universidad                                      | Conferencia                                      | Record                                           | Tipo invitación                                  | Rank. General                                    |                                                  |
| ------------------------------------------------ | ------------------------------------------------ | ------------------------------------------------ | ------------------------------------------------ | ------------------------------------------------ | ------------------------------------------------ | ------------------------------------------------ |
| 1                                                | North Carolina                                   | ACC                                              | 28–6                                             | Campeón de Torneo                                | 2                                                |                                                  |
| 2                                                | Xavier                                           | Big East                                         | 27–5                                             | General                                          | 8                                                |                                                  |
| 3                                                | West Virginia                                    | Big 12                                           | 26–8                                             | General                                          | 9                                                |                                                  |
| 4                                                | Kentucky                                         | SEC                                              | 26–8                                             | Campeón de Torneo                                | 15                                               |                                                  |
| 5                                                | Indiana                                          | Big Ten                                          | 25–7                                             | General                                          | 17                                               |                                                  |
| 6                                                | Notre Dame                                       | ACC                                              | 21–11                                            | General                                          | 22                                               |                                                  |
| 7                                                | Wisconsin                                        | Big Ten                                          | 20–12                                            | General                                          | 25                                               |                                                  |
| 8                                                | USC                                              | Pac-12                                           | 21–12                                            | General                                          | 31                                               |                                                  |
| 9                                                | Providence                                       | Big East                                         | 22–9                                             | General                                          | 33                                               |                                                  |
| 10                                               | Pittsburgh                                       | ACC                                              | 21–11                                            | General                                          | 37                                               |                                                  |
| 11*                                              | Michigan                                         | Big Ten                                          | 22–12                                            | General                                          | 42                                               |                                                  |
| 11*                                              | Tulsa                                            | American                                         | 20–10                                            | General                                          | 45                                               |                                                  |
| 12                                               | Chattanooga                                      | Southern                                         | 29–5                                             | Campeón de Torneo                                | 47                                               |                                                  |
| 13                                               | Stony Brook                                      | America East                                     | 26–6                                             | Campeón de Torneo                                | 53                                               |                                                  |
| 14                                               | Stephen F. Austin                                | Southland                                        | 26–5                                             | Campeón de Torneo                                | 58                                               |                                                  |
| 15                                               | Weber State                                      | Big Sky                                          | 26–8                                             | Campeón de Torneo                                | 62                                               |                                                  |
| 16*                                              | Florida Gulf Coast                               | Atlantic Sun                                     | 20–13                                            | Campeón de Torneo                                | 65                                               |                                                  |
| 16*                                              | Fairleigh Dickinson                              | NEC                                              | 18–14                                            | Campeón de Torneo                                | 66                                               |                                                  |

| Midwest Regional – United Center, Chicago | Midwest Regional – United Center, Chicago | Midwest Regional – United Center, Chicago | Midwest Regional – United Center, Chicago | Midwest Regional – United Center, Chicago | Midwest Regional – United Center, Chicago | Midwest Regional – United Center, Chicago |
| Rank.                                     | Universidad                               | Conferencia                               | Record                                    | Tipo invitación                           | Rank. General                             |                                           |
| ----------------------------------------- | ----------------------------------------- | ----------------------------------------- | ----------------------------------------- | ----------------------------------------- | ----------------------------------------- | ----------------------------------------- |
| 1                                         | Virginia                                  | ACC                                       | 26–7                                      | General                                   | 3                                         |                                           |
| 2                                         | Michigan State                            | Big Ten                                   | 29–5                                      | Campeón de Torneo                         | 5                                         |                                           |
| 3                                         | Utah                                      | Pac-12                                    | 26–8                                      | General                                   | 11                                        |                                           |
| 4                                         | Iowa State                                | Big 12                                    | 21–11                                     | General                                   | 16                                        |                                           |
| 5                                         | Purdue                                    | Big Ten                                   | 26–8                                      | General                                   | 18                                        |                                           |
| 6                                         | Seton Hall                                | Big East                                  | 25–8                                      | Campeón de Torneo                         | 24                                        |                                           |
| 7                                         | Dayton                                    | Atlantic 10                               | 25–7                                      | General                                   | 26                                        |                                           |
| 8                                         | Texas Tech                                | Big 12                                    | 19–12                                     | General                                   | 29                                        |                                           |
| 9                                         | Butler                                    | Big East                                  | 21–10                                     | General                                   | 34                                        |                                           |
| 10                                        | Syracuse                                  | ACC                                       | 19–13                                     | General                                   | 39                                        |                                           |
| 11                                        | Gonzaga                                   | WCC                                       | 26–7                                      | Campeón de Torneo                         | 44                                        |                                           |
| 12                                        | Little Rock                               | Sun Belt                                  | 29–4                                      | Campeón de Torneo                         | 48                                        |                                           |
| 13                                        | Iona                                      | MAAC                                      | 22–10                                     | Campeón de Torneo                         | 54                                        |                                           |
| 14                                        | Fresno State                              | Mountain West                             | 25–9                                      | Campeón de Torneo                         | 57                                        |                                           |
| 15                                        | Middle Tennessee                          | C-USA                                     | 24–9                                      | Campeón de Torneo                         | 59                                        |                                           |
| 16                                        | Hampton                                   | MEAC                                      | 21–10                                     | Campeón de Torneo                         | 64                                        |                                           |

## Fase final
* – Denota partido con prórroga.

### First Four – Dayton, Ohio
|  | 15 de marzo – South Region |               |    |  |
|  |                            |               |    |  |
|  | 11                         | Vanderbilt    | 50 |  |
|  | 11                         | Vanderbilt    | 50 |  |
|  | 11                         | Wichita State | 70 |  |
|  | 11                         | Wichita State | 70 |  |

|  | 15 de marzo – East Region |                     |    |  |
|  |                           |                     |    |  |
|  | 16                        | Florida Gulf Coast  | 96 |  |
|  | 16                        | Florida Gulf Coast  | 96 |  |
|  | 16                        | Fairleigh Dickinson | 65 |  |
|  | 16                        | Fairleigh Dickinson | 65 |  |

|  | 16 de marzo – East Region |          |    |  |
|  |                           |          |    |  |
|  | 11                        | Michigan | 67 |  |
|  | 11                        | Michigan | 67 |  |
|  | 11                        | Tulsa    | 62 |  |
|  | 11                        | Tulsa    | 62 |  |

|  | 16 de marzo – West Region |            |    |  |
|  |                           |            |    |  |
|  | 16                        | Holy Cross | 59 |  |
|  | 16                        | Holy Cross | 59 |  |
|  | 16                        | Southern   | 55 |  |
|  | 16                        | Southern   | 55 |  |

### South Regional – Louisville, Kentucky
|  | 2ª ronda Ronda de 64 17-18 de marzo | 2ª ronda Ronda de 64 17-18 de marzo | 2ª ronda Ronda de 64 17-18 de marzo |             |    | 3ª ronda Ronda de 32 19-20 de marzo | 3ª ronda Ronda de 32 19-20 de marzo | 3ª ronda Ronda de 32 19-20 de marzo |  |   | Semifinales Regionales Sweet 16 24 de marzo | Semifinales Regionales Sweet 16 24 de marzo | Semifinales Regionales Sweet 16 24 de marzo |  |   | Final Regional Elite 8 26 de marzo | Final Regional Elite 8 26 de marzo | Final Regional Elite 8 26 de marzo |  |
|  |                                     |                                     |                                     |             |    |                                     |                                     |                                     |  |   |                                             |                                             |                                             |  |   |                                    |                                    |                                    |  |
|  |                                     |                                     |                                     |             |    |                                     |                                     |                                     |  |   |                                             |                                             |                                             |  |   |                                    |                                    |                                    |  |
|  | 1                                   | Kansas                              | 105                                 |             |    |                                     |                                     |                                     |  |   |                                             |                                             |                                             |  |   |                                    |                                    |                                    |  |
|  | 1                                   | Kansas                              | 105                                 |             |    |                                     |                                     |                                     |  |   |                                             |                                             |                                             |  |   |                                    |                                    |                                    |  |
|  | 16                                  | Austin Peay                         | 79                                  |             |    |                                     |                                     |                                     |  |   |                                             |                                             |                                             |  |   |                                    |                                    |                                    |  |
|  | 16                                  | Austin Peay                         | 79                                  |             | 1  | Kansas                              | 73                                  |                                     |  |   |                                             |                                             |                                             |  |   |                                    |                                    |                                    |  |
|  | Des Moines                          |                                     |                                     |             | 1  | Kansas                              | 73                                  |                                     |  |   |                                             |                                             |                                             |  |   |                                    |                                    |                                    |  |
|  |                                     |                                     | 9                                   | Connecticut | 61 |                                     |                                     |                                     |  |   |                                             |                                             |                                             |  |   |                                    |                                    |                                    |  |
|  | 8                                   | Colorado                            | 9                                   | Connecticut | 61 | 67                                  |                                     |                                     |  |   |                                             |                                             |                                             |  |   |                                    |                                    |                                    |  |
|  | 8                                   | Colorado                            |                                     |             |    |                                     |                                     |                                     |  |   |                                             |                                             |                                             |  |   |                                    |                                    |                                    |  |
|  | 9                                   | Connecticut                         | 74                                  |             |    |                                     |                                     |                                     |  |   |                                             |                                             |                                             |  |   |                                    |                                    |                                    |  |
|  | 9                                   | Connecticut                         | 74                                  |             |    |                                     |                                     |                                     |  | 1 | Kansas                                      | 79                                          |                                             |  |   |                                    |                                    |                                    |  |
|  |                                     |                                     |                                     |             |    |                                     |                                     |                                     |  | 1 | Kansas                                      | 79                                          |                                             |  |   |                                    |                                    |                                    |  |
|  |                                     |                                     | 5                                   | Maryland    | 63 |                                     |                                     |                                     |  |   |                                             |                                             |                                             |  |   |                                    |                                    |                                    |  |
|  | 5                                   | Maryland                            | 5                                   | Maryland    | 63 | 79                                  |                                     |                                     |  |   |                                             |                                             |                                             |  |   |                                    |                                    |                                    |  |
|  | 5                                   | Maryland                            |                                     |             |    |                                     |                                     |                                     |  |   |                                             |                                             |                                             |  |   |                                    |                                    |                                    |  |
|  | 12                                  | South Dakota State                  | 74                                  |             |    |                                     |                                     |                                     |  |   |                                             |                                             |                                             |  |   |                                    |                                    |                                    |  |
|  | 12                                  | South Dakota State                  | 74                                  |             | 5  | Maryland                            | 73                                  |                                     |  |   |                                             |                                             |                                             |  |   |                                    |                                    |                                    |  |
|  | Spokane                             |                                     |                                     |             | 5  | Maryland                            | 73                                  |                                     |  |   |                                             |                                             |                                             |  |   |                                    |                                    |                                    |  |
|  |                                     |                                     | 13                                  | Hawái       | 60 |                                     |                                     |                                     |  |   |                                             |                                             |                                             |  |   |                                    |                                    |                                    |  |
|  | 4                                   | California                          | 13                                  | Hawái       | 60 | 66                                  |                                     |                                     |  |   |                                             |                                             |                                             |  |   |                                    |                                    |                                    |  |
|  | 4                                   | California                          |                                     |             |    |                                     |                                     |                                     |  |   |                                             |                                             |                                             |  |   |                                    |                                    |                                    |  |
|  | 13                                  | Hawái                               | 77                                  |             |    |                                     |                                     |                                     |  |   |                                             |                                             |                                             |  |   |                                    |                                    |                                    |  |
|  | 13                                  | Hawái                               | 77                                  |             |    |                                     |                                     |                                     |  |   |                                             |                                             |                                             |  | 1 | Kansas                             | 59                                 |                                    |  |
|  |                                     |                                     |                                     |             |    |                                     |                                     |                                     |  |   |                                             |                                             |                                             |  | 1 | Kansas                             | 59                                 |                                    |  |
|  |                                     |                                     | 2                                   | Villanova   | 64 |                                     |                                     |                                     |  |   |                                             |                                             |                                             |  |   |                                    |                                    |                                    |  |
|  | 6                                   | Arizona                             | 2                                   | Villanova   | 64 | 55                                  |                                     |                                     |  |   |                                             |                                             |                                             |  |   |                                    |                                    |                                    |  |
|  | 6                                   | Arizona                             |                                     |             |    |                                     |                                     |                                     |  |   |                                             |                                             |                                             |  |   |                                    |                                    |                                    |  |
|  | 11                                  | Wichita State                       | 65                                  |             |    |                                     |                                     |                                     |  |   |                                             |                                             |                                             |  |   |                                    |                                    |                                    |  |
|  | 11                                  | Wichita State                       | 65                                  |             | 11 | Wichita State                       | 57                                  |                                     |  |   |                                             |                                             |                                             |  |   |                                    |                                    |                                    |  |
|  | Providence                          |                                     |                                     |             | 11 | Wichita State                       | 57                                  |                                     |  |   |                                             |                                             |                                             |  |   |                                    |                                    |                                    |  |
|  |                                     |                                     | 3                                   | Miami (FL)  | 65 |                                     |                                     |                                     |  |   |                                             |                                             |                                             |  |   |                                    |                                    |                                    |  |
|  | 3                                   | Miami (FL)                          | 3                                   | Miami (FL)  | 65 | 79                                  |                                     |                                     |  |   |                                             |                                             |                                             |  |   |                                    |                                    |                                    |  |
|  | 3                                   | Miami (FL)                          |                                     |             |    |                                     |                                     |                                     |  |   |                                             |                                             |                                             |  |   |                                    |                                    |                                    |  |
|  | 14                                  | Buffalo                             | 72                                  |             |    |                                     |                                     |                                     |  |   |                                             |                                             |                                             |  |   |                                    |                                    |                                    |  |
|  | 14                                  | Buffalo                             | 72                                  |             |    |                                     |                                     |                                     |  | 3 | Miami (FL)                                  | 69                                          |                                             |  |   |                                    |                                    |                                    |  |
|  |                                     |                                     |                                     |             |    |                                     |                                     |                                     |  | 3 | Miami (FL)                                  | 69                                          |                                             |  |   |                                    |                                    |                                    |  |
|  |                                     |                                     | 2                                   | Villanova   | 92 |                                     |                                     |                                     |  |   |                                             |                                             |                                             |  |   |                                    |                                    |                                    |  |
|  | 7                                   | Iowa                                | 2                                   | Villanova   | 92 | 72*                                 |                                     |                                     |  |   |                                             |                                             |                                             |  |   |                                    |                                    |                                    |  |
|  | 7                                   | Iowa                                |                                     |             |    |                                     |                                     |                                     |  |   |                                             |                                             |                                             |  |   |                                    |                                    |                                    |  |
|  | 10                                  | Temple                              | 70                                  |             |    |                                     |                                     |                                     |  |   |                                             |                                             |                                             |  |   |                                    |                                    |                                    |  |
|  | 10                                  | Temple                              | 70                                  |             | 7  | Iowa                                | 68                                  |                                     |  |   |                                             |                                             |                                             |  |   |                                    |                                    |                                    |  |
|  | Brooklyn                            |                                     |                                     |             | 7  | Iowa                                | 68                                  |                                     |  |   |                                             |                                             |                                             |  |   |                                    |                                    |                                    |  |
|  |                                     |                                     | 2                                   | Villanova   | 87 |                                     |                                     |                                     |  |   |                                             |                                             |                                             |  |   |                                    |                                    |                                    |  |
|  | 2                                   | Villanova                           | 2                                   | Villanova   | 87 | 86                                  |                                     |                                     |  |   |                                             |                                             |                                             |  |   |                                    |                                    |                                    |  |
|  | 2                                   | Villanova                           |                                     |             |    |                                     |                                     |                                     |  |   |                                             |                                             |                                             |  |   |                                    |                                    |                                    |  |
|  | 15                                  | UNC Asheville                       | 56                                  |             |    |                                     |                                     |                                     |  |   |                                             |                                             |                                             |  |   |                                    |                                    |                                    |  |
|  | 15                                  | UNC Asheville                       | 56                                  |             |    |                                     |                                     |                                     |  |   |                                             |                                             |                                             |  |   |                                    |                                    |                                    |  |
|  |                                     |                                     |                                     |             |    |                                     |                                     |                                     |  |   |                                             |                                             |                                             |  |   |                                    |                                    |                                    |  |

#### Final South Regional
| 26 de marzo de 2016 | Villanova Wildcats                                                                 | 64–59                              | Kansas Jayhawks                                        | |  |
| 8:49 p. m. EDT      | Marcador por tiempos: 32–25, 32–34                                                 | Marcador por tiempos: 32–25, 32–34 | Marcador por tiempos: 32–25, 32–34                     | |  |
|                     | Estadísticas R. Arcidiacono, J. Hart, K. Jenkins – 13 D. Ochefu – 8 K. Jenkins – 3 | Reporte Pts Reb Asts               | Estadísticas D. Graham – 17 L. Lucas – 12 F. Mason – 4 | Pabellón: KFC Yum! Center – Louisville, Kentucky Asistencia: 19.422 espectadores Árbitros: Jeff Clark, Terry Wymer, Chris Rastatter Televisión: CBS |  |

#### Mejor quinteto del South Regional
- Kris Jenkins (Jr, Villanova) – Mejor jugador del torneo[2]
- Ryan Arcidiacono (Sr, Villanova)
- Josh Hart (Jr, Villanova)
- Daniel Ochefu (Sr, Villanova)
- Devonte' Graham (So, Kansas)

### West Regional – Anaheim, California
|  | 2ª ronda Ronda de 64 17-18 de marzo | 2ª ronda Ronda de 64 17-18 de marzo | 2ª ronda Ronda de 64 17-18 de marzo |                |      | 3ª ronda Ronda de 32 19-20 de marzo | 3ª ronda Ronda de 32 19-20 de marzo | 3ª ronda Ronda de 32 19-20 de marzo |  |   | Semifinales Regionales Sweet 16 24 de marzo | Semifinales Regionales Sweet 16 24 de marzo | Semifinales Regionales Sweet 16 24 de marzo |  |   | Final Regional Elite 8 26 de marzo | Final Regional Elite 8 26 de marzo | Final Regional Elite 8 26 de marzo |  |
|  |                                     |                                     |                                     |                |      |                                     |                                     |                                     |  |   |                                             |                                             |                                             |  |   |                                    |                                    |                                    |  |
|  |                                     |                                     |                                     |                |      |                                     |                                     |                                     |  |   |                                             |                                             |                                             |  |   |                                    |                                    |                                    |  |
|  | 1                                   | Oregon                              | 91                                  |                |      |                                     |                                     |                                     |  |   |                                             |                                             |                                             |  |   |                                    |                                    |                                    |  |
|  | 1                                   | Oregon                              | 91                                  |                |      |                                     |                                     |                                     |  |   |                                             |                                             |                                             |  |   |                                    |                                    |                                    |  |
|  | 16                                  | Holy Cross                          | 52                                  |                |      |                                     |                                     |                                     |  |   |                                             |                                             |                                             |  |   |                                    |                                    |                                    |  |
|  | 16                                  | Holy Cross                          | 52                                  |                | 1    | Oregon                              | 69                                  |                                     |  |   |                                             |                                             |                                             |  |   |                                    |                                    |                                    |  |
|  | Spokane                             |                                     |                                     |                | 1    | Oregon                              | 69                                  |                                     |  |   |                                             |                                             |                                             |  |   |                                    |                                    |                                    |  |
|  |                                     |                                     | 8                                   | Saint Joseph's | 64   |                                     |                                     |                                     |  |   |                                             |                                             |                                             |  |   |                                    |                                    |                                    |  |
|  | 8                                   | Saint Joseph's                      | 8                                   | Saint Joseph's | 64   | 78                                  |                                     |                                     |  |   |                                             |                                             |                                             |  |   |                                    |                                    |                                    |  |
|  | 8                                   | Saint Joseph's                      |                                     |                |      |                                     |                                     |                                     |  |   |                                             |                                             |                                             |  |   |                                    |                                    |                                    |  |
|  | 9                                   | Cincinnati                          | 76                                  |                |      |                                     |                                     |                                     |  |   |                                             |                                             |                                             |  |   |                                    |                                    |                                    |  |
|  | 9                                   | Cincinnati                          | 76                                  |                |      |                                     |                                     |                                     |  | 1 | Oregon                                      | 82                                          |                                             |  |   |                                    |                                    |                                    |  |
|  |                                     |                                     |                                     |                |      |                                     |                                     |                                     |  | 1 | Oregon                                      | 82                                          |                                             |  |   |                                    |                                    |                                    |  |
|  |                                     |                                     | 4                                   | Duke           | 68   |                                     |                                     |                                     |  |   |                                             |                                             |                                             |  |   |                                    |                                    |                                    |  |
|  | 5                                   | Baylor                              | 4                                   | Duke           | 68   | 75                                  |                                     |                                     |  |   |                                             |                                             |                                             |  |   |                                    |                                    |                                    |  |
|  | 5                                   | Baylor                              |                                     |                |      |                                     |                                     |                                     |  |   |                                             |                                             |                                             |  |   |                                    |                                    |                                    |  |
|  | 12                                  | Yale                                | 79                                  |                |      |                                     |                                     |                                     |  |   |                                             |                                             |                                             |  |   |                                    |                                    |                                    |  |
|  | 12                                  | Yale                                | 79                                  |                | 12   | Yale                                | 64                                  |                                     |  |   |                                             |                                             |                                             |  |   |                                    |                                    |                                    |  |
|  | Providence                          |                                     |                                     |                | 12   | Yale                                | 64                                  |                                     |  |   |                                             |                                             |                                             |  |   |                                    |                                    |                                    |  |
|  |                                     |                                     | 4                                   | Duke           | 71   |                                     |                                     |                                     |  |   |                                             |                                             |                                             |  |   |                                    |                                    |                                    |  |
|  | 4                                   | Duke                                | 4                                   | Duke           | 71   | 93                                  |                                     |                                     |  |   |                                             |                                             |                                             |  |   |                                    |                                    |                                    |  |
|  | 4                                   | Duke                                |                                     |                |      |                                     |                                     |                                     |  |   |                                             |                                             |                                             |  |   |                                    |                                    |                                    |  |
|  | 13                                  | UNC Wilmington                      | 85                                  |                |      |                                     |                                     |                                     |  |   |                                             |                                             |                                             |  |   |                                    |                                    |                                    |  |
|  | 13                                  | UNC Wilmington                      | 85                                  |                |      |                                     |                                     |                                     |  |   |                                             |                                             |                                             |  | 1 | Oregon                             | 68                                 |                                    |  |
|  |                                     |                                     |                                     |                |      |                                     |                                     |                                     |  |   |                                             |                                             |                                             |  | 1 | Oregon                             | 68                                 |                                    |  |
|  |                                     |                                     | 2                                   | Oklahoma       | 80   |                                     |                                     |                                     |  |   |                                             |                                             |                                             |  |   |                                    |                                    |                                    |  |
|  | 6                                   | Texas                               | 2                                   | Oklahoma       | 80   | 72                                  |                                     |                                     |  |   |                                             |                                             |                                             |  |   |                                    |                                    |                                    |  |
|  | 6                                   | Texas                               |                                     |                |      |                                     |                                     |                                     |  |   |                                             |                                             |                                             |  |   |                                    |                                    |                                    |  |
|  | 11                                  | Northern Iowa                       | 75                                  |                |      |                                     |                                     |                                     |  |   |                                             |                                             |                                             |  |   |                                    |                                    |                                    |  |
|  | 11                                  | Northern Iowa                       | 75                                  |                | 11   | Northern Iowa                       | 88                                  |                                     |  |   |                                             |                                             |                                             |  |   |                                    |                                    |                                    |  |
|  | Oklahoma City                       |                                     |                                     |                | 11   | Northern Iowa                       | 88                                  |                                     |  |   |                                             |                                             |                                             |  |   |                                    |                                    |                                    |  |
|  |                                     |                                     | 3                                   | Texas A&M      | 92** |                                     |                                     |                                     |  |   |                                             |                                             |                                             |  |   |                                    |                                    |                                    |  |
|  | 3                                   | Texas A&M                           | 3                                   | Texas A&M      | 92** | 92                                  |                                     |                                     |  |   |                                             |                                             |                                             |  |   |                                    |                                    |                                    |  |
|  | 3                                   | Texas A&M                           |                                     |                |      |                                     |                                     |                                     |  |   |                                             |                                             |                                             |  |   |                                    |                                    |                                    |  |
|  | 14                                  | Green Bay                           | 65                                  |                |      |                                     |                                     |                                     |  |   |                                             |                                             |                                             |  |   |                                    |                                    |                                    |  |
|  | 14                                  | Green Bay                           | 65                                  |                |      |                                     |                                     |                                     |  | 3 | Texas A&M                                   | 63                                          |                                             |  |   |                                    |                                    |                                    |  |
|  |                                     |                                     |                                     |                |      |                                     |                                     |                                     |  | 3 | Texas A&M                                   | 63                                          |                                             |  |   |                                    |                                    |                                    |  |
|  |                                     |                                     | 2                                   | Oklahoma       | 77   |                                     |                                     |                                     |  |   |                                             |                                             |                                             |  |   |                                    |                                    |                                    |  |
|  | 7                                   | Oregon State                        | 2                                   | Oklahoma       | 77   | 67                                  |                                     |                                     |  |   |                                             |                                             |                                             |  |   |                                    |                                    |                                    |  |
|  | 7                                   | Oregon State                        |                                     |                |      |                                     |                                     |                                     |  |   |                                             |                                             |                                             |  |   |                                    |                                    |                                    |  |
|  | 10                                  | VCU                                 | 75                                  |                |      |                                     |                                     |                                     |  |   |                                             |                                             |                                             |  |   |                                    |                                    |                                    |  |
|  | 10                                  | VCU                                 | 75                                  |                | 10   | VCU                                 | 81                                  |                                     |  |   |                                             |                                             |                                             |  |   |                                    |                                    |                                    |  |
|  | Oklahoma City                       |                                     |                                     |                | 10   | VCU                                 | 81                                  |                                     |  |   |                                             |                                             |                                             |  |   |                                    |                                    |                                    |  |
|  |                                     |                                     | 2                                   | Oklahoma       | 85   |                                     |                                     |                                     |  |   |                                             |                                             |                                             |  |   |                                    |                                    |                                    |  |
|  | 2                                   | Oklahoma                            | 2                                   | Oklahoma       | 85   | 82                                  |                                     |                                     |  |   |                                             |                                             |                                             |  |   |                                    |                                    |                                    |  |
|  | 2                                   | Oklahoma                            |                                     |                |      |                                     |                                     |                                     |  |   |                                             |                                             |                                             |  |   |                                    |                                    |                                    |  |
|  | 15                                  | Cal State Bakersfield               | 68                                  |                |      |                                     |                                     |                                     |  |   |                                             |                                             |                                             |  |   |                                    |                                    |                                    |  |
|  | 15                                  | Cal State Bakersfield               | 68                                  |                |      |                                     |                                     |                                     |  |   |                                             |                                             |                                             |  |   |                                    |                                    |                                    |  |
|  |                                     |                                     |                                     |                |      |                                     |                                     |                                     |  |   |                                             |                                             |                                             |  |   |                                    |                                    |                                    |  |

#### Final West Regional
| 26 de marzo de 2016 | Oklahoma Sooners                                        | 80–68                              | Oregon Ducks                                                  | |  |
| 3:09 p. m. PDT      | Marcador por tiempos: 48–30, 32–38                      | Marcador por tiempos: 48–30, 32–38 | Marcador por tiempos: 48–30, 32–38                            | |  |
|                     | Estadísticas B. Hield – 37 C. James – 10 I. Cousins – 7 | Reporte Pts Reb Asts               | Estadísticas E. Cook – 24 J. Bell – 12 D. Brooks, E. Cook – 4 | Pabellón: Honda Center – Anaheim, California Asistencia: 16.232 espectadores Árbitros: Tony Padilla, Mike Eades, Ray Natili Televisión: CBS |  |

#### Mejor quinteto del West Regional
- Buddy Hield (Sr, Oklahoma) – Mejor jugador del torneo[3]
- Isaiah Cousins (Sr, Oklahoma)
- Jordan Woodard (Jr, Oklahoma)
- Elgin Cook (Sr, Oregon)
- Brandon Ingram (Fr, Duke)

### East Regional – Philadelphia
|  | 2ª ronda Ronda de 64 17-18 de marzo | 2ª ronda Ronda de 64 17-18 de marzo | 2ª ronda Ronda de 64 17-18 de marzo |                   |    | 3ª ronda Ronda de 32 19-20 de marzo | 3ª ronda Ronda de 32 19-20 de marzo | 3ª ronda Ronda de 32 19-20 de marzo |  |   | Semifinales Regionales Sweet 16 25 de marzo | Semifinales Regionales Sweet 16 25 de marzo | Semifinales Regionales Sweet 16 25 de marzo |  |   | Final Regional Elite 8 27 de marzo | Final Regional Elite 8 27 de marzo | Final Regional Elite 8 27 de marzo |  |
|  |                                     |                                     |                                     |                   |    |                                     |                                     |                                     |  |   |                                             |                                             |                                             |  |   |                                    |                                    |                                    |  |
|  |                                     |                                     |                                     |                   |    |                                     |                                     |                                     |  |   |                                             |                                             |                                             |  |   |                                    |                                    |                                    |  |
|  | 1                                   | North Carolina                      | 83                                  |                   |    |                                     |                                     |                                     |  |   |                                             |                                             |                                             |  |   |                                    |                                    |                                    |  |
|  | 1                                   | North Carolina                      | 83                                  |                   |    |                                     |                                     |                                     |  |   |                                             |                                             |                                             |  |   |                                    |                                    |                                    |  |
|  | 16                                  | Florida Gulf Coast                  | 67                                  |                   |    |                                     |                                     |                                     |  |   |                                             |                                             |                                             |  |   |                                    |                                    |                                    |  |
|  | 16                                  | Florida Gulf Coast                  | 67                                  |                   | 1  | North Carolina                      | 85                                  |                                     |  |   |                                             |                                             |                                             |  |   |                                    |                                    |                                    |  |
|  | Raleigh                             |                                     |                                     |                   | 1  | North Carolina                      | 85                                  |                                     |  |   |                                             |                                             |                                             |  |   |                                    |                                    |                                    |  |
|  |                                     |                                     | 9                                   | Providence        | 66 |                                     |                                     |                                     |  |   |                                             |                                             |                                             |  |   |                                    |                                    |                                    |  |
|  | 8                                   | USC                                 | 9                                   | Providence        | 66 | 69                                  |                                     |                                     |  |   |                                             |                                             |                                             |  |   |                                    |                                    |                                    |  |
|  | 8                                   | USC                                 |                                     |                   |    |                                     |                                     |                                     |  |   |                                             |                                             |                                             |  |   |                                    |                                    |                                    |  |
|  | 9                                   | Providence                          | 70                                  |                   |    |                                     |                                     |                                     |  |   |                                             |                                             |                                             |  |   |                                    |                                    |                                    |  |
|  | 9                                   | Providence                          | 70                                  |                   |    |                                     |                                     |                                     |  | 1 | North Carolina                              | 101                                         |                                             |  |   |                                    |                                    |                                    |  |
|  |                                     |                                     |                                     |                   |    |                                     |                                     |                                     |  | 1 | North Carolina                              | 101                                         |                                             |  |   |                                    |                                    |                                    |  |
|  |                                     |                                     | 5                                   | Indiana           | 86 |                                     |                                     |                                     |  |   |                                             |                                             |                                             |  |   |                                    |                                    |                                    |  |
|  | 5                                   | Indiana                             | 5                                   | Indiana           | 86 | 99                                  |                                     |                                     |  |   |                                             |                                             |                                             |  |   |                                    |                                    |                                    |  |
|  | 5                                   | Indiana                             |                                     |                   |    |                                     |                                     |                                     |  |   |                                             |                                             |                                             |  |   |                                    |                                    |                                    |  |
|  | 12                                  | Chattanooga                         | 74                                  |                   |    |                                     |                                     |                                     |  |   |                                             |                                             |                                             |  |   |                                    |                                    |                                    |  |
|  | 12                                  | Chattanooga                         | 74                                  |                   | 5  | Indiana                             | 73                                  |                                     |  |   |                                             |                                             |                                             |  |   |                                    |                                    |                                    |  |
|  | Des Moines                          |                                     |                                     |                   | 5  | Indiana                             | 73                                  |                                     |  |   |                                             |                                             |                                             |  |   |                                    |                                    |                                    |  |
|  |                                     |                                     | 4                                   | Kentucky          | 67 |                                     |                                     |                                     |  |   |                                             |                                             |                                             |  |   |                                    |                                    |                                    |  |
|  | 4                                   | Kentucky                            | 4                                   | Kentucky          | 67 | 85                                  |                                     |                                     |  |   |                                             |                                             |                                             |  |   |                                    |                                    |                                    |  |
|  | 4                                   | Kentucky                            |                                     |                   |    |                                     |                                     |                                     |  |   |                                             |                                             |                                             |  |   |                                    |                                    |                                    |  |
|  | 13                                  | Stony Brook                         | 57                                  |                   |    |                                     |                                     |                                     |  |   |                                             |                                             |                                             |  |   |                                    |                                    |                                    |  |
|  | 13                                  | Stony Brook                         | 57                                  |                   |    |                                     |                                     |                                     |  |   |                                             |                                             |                                             |  | 1 | North Carolina                     | 88                                 |                                    |  |
|  |                                     |                                     |                                     |                   |    |                                     |                                     |                                     |  |   |                                             |                                             |                                             |  | 1 | North Carolina                     | 88                                 |                                    |  |
|  |                                     |                                     | 6                                   | Notre Dame        | 74 |                                     |                                     |                                     |  |   |                                             |                                             |                                             |  |   |                                    |                                    |                                    |  |
|  | 6                                   | Notre Dame                          | 6                                   | Notre Dame        | 74 | 70                                  |                                     |                                     |  |   |                                             |                                             |                                             |  |   |                                    |                                    |                                    |  |
|  | 6                                   | Notre Dame                          |                                     |                   |    |                                     |                                     |                                     |  |   |                                             |                                             |                                             |  |   |                                    |                                    |                                    |  |
|  | 11                                  | Michigan                            | 63                                  |                   |    |                                     |                                     |                                     |  |   |                                             |                                             |                                             |  |   |                                    |                                    |                                    |  |
|  | 11                                  | Michigan                            | 63                                  |                   | 6  | Notre Dame                          | 76                                  |                                     |  |   |                                             |                                             |                                             |  |   |                                    |                                    |                                    |  |
|  | Brooklyn                            |                                     |                                     |                   | 6  | Notre Dame                          | 76                                  |                                     |  |   |                                             |                                             |                                             |  |   |                                    |                                    |                                    |  |
|  |                                     |                                     | 14                                  | Stephen F. Austin | 75 |                                     |                                     |                                     |  |   |                                             |                                             |                                             |  |   |                                    |                                    |                                    |  |
|  | 3                                   | West Virginia                       | 14                                  | Stephen F. Austin | 75 | 56                                  |                                     |                                     |  |   |                                             |                                             |                                             |  |   |                                    |                                    |                                    |  |
|  | 3                                   | West Virginia                       |                                     |                   |    |                                     |                                     |                                     |  |   |                                             |                                             |                                             |  |   |                                    |                                    |                                    |  |
|  | 14                                  | Stephen F. Austin                   | 70                                  |                   |    |                                     |                                     |                                     |  |   |                                             |                                             |                                             |  |   |                                    |                                    |                                    |  |
|  | 14                                  | Stephen F. Austin                   | 70                                  |                   |    |                                     |                                     |                                     |  | 6 | Notre Dame                                  | 61                                          |                                             |  |   |                                    |                                    |                                    |  |
|  |                                     |                                     |                                     |                   |    |                                     |                                     |                                     |  | 6 | Notre Dame                                  | 61                                          |                                             |  |   |                                    |                                    |                                    |  |
|  |                                     |                                     | 7                                   | Wisconsin         | 56 |                                     |                                     |                                     |  |   |                                             |                                             |                                             |  |   |                                    |                                    |                                    |  |
|  | 7                                   | Wisconsin                           | 7                                   | Wisconsin         | 56 | 47                                  |                                     |                                     |  |   |                                             |                                             |                                             |  |   |                                    |                                    |                                    |  |
|  | 7                                   | Wisconsin                           |                                     |                   |    |                                     |                                     |                                     |  |   |                                             |                                             |                                             |  |   |                                    |                                    |                                    |  |
|  | 10                                  | Pittsburgh                          | 43                                  |                   |    |                                     |                                     |                                     |  |   |                                             |                                             |                                             |  |   |                                    |                                    |                                    |  |
|  | 10                                  | Pittsburgh                          | 43                                  |                   | 7  | Wisconsin                           | 66                                  |                                     |  |   |                                             |                                             |                                             |  |   |                                    |                                    |                                    |  |
|  | St. Louis                           |                                     |                                     |                   | 7  | Wisconsin                           | 66                                  |                                     |  |   |                                             |                                             |                                             |  |   |                                    |                                    |                                    |  |
|  |                                     |                                     | 2                                   | Xavier            | 63 |                                     |                                     |                                     |  |   |                                             |                                             |                                             |  |   |                                    |                                    |                                    |  |
|  | 2                                   | Xavier                              | 2                                   | Xavier            | 63 | 71                                  |                                     |                                     |  |   |                                             |                                             |                                             |  |   |                                    |                                    |                                    |  |
|  | 2                                   | Xavier                              |                                     |                   |    |                                     |                                     |                                     |  |   |                                             |                                             |                                             |  |   |                                    |                                    |                                    |  |
|  | 15                                  | Weber State                         | 53                                  |                   |    |                                     |                                     |                                     |  |   |                                             |                                             |                                             |  |   |                                    |                                    |                                    |  |
|  | 15                                  | Weber State                         | 53                                  |                   |    |                                     |                                     |                                     |  |   |                                             |                                             |                                             |  |   |                                    |                                    |                                    |  |
|  |                                     |                                     |                                     |                   |    |                                     |                                     |                                     |  |   |                                             |                                             |                                             |  |   |                                    |                                    |                                    |  |

#### Final East Regional
| 27 de marzo de 2016 | Notre Dame Fighting Irish                                 | 74–88                              | North Carolina Tar Heels                                  | |  |
| 8:49 p. m. EDT      | Marcador por tiempos: 38–43, 36–45                        | Marcador por tiempos: 38–43, 36–45 | Marcador por tiempos: 38–43, 36–45                        | |  |
|                     | Estadísticas D. Jackson – 26 B. Colson – 5 D. Jackson – 4 | Reporte Pts Reb Asts               | Estadísticas B. Johnson – 25 B. Johnson – 12 J. Berry – 8 | Pabellón: Wells Fargo Center – Philadelphia Asistencia: 20.743 espectadores Árbitros: Tom Eades, Ed Corbett, Michael Stephens Televisión: TBS |  |

#### Mejor quinteto del East Regional
- Brice Johnson (Sr, North Carolina) – Mejor jugador del torneo[4]
- Marcus Paige (Sr, North Carolina)[5]
- V. J. Beachem (Jr, Notre Dame)
- Demetrius Jackson (Jr, Notre Dame)
- Yogi Ferrell (Sr, Indiana)

### Midwest Regional – Chicago, Illinois
|  | 2ª ronda Ronda de 64 17-18 de marzo | 2ª ronda Ronda de 64 17-18 de marzo | 2ª ronda Ronda de 64 17-18 de marzo |                  |    | 3ª ronda Ronda de 32 19-20 de marzo | 3ª ronda Ronda de 32 19-20 de marzo | 3ª ronda Ronda de 32 19-20 de marzo |  |    | Semifinales Regionales Sweet 16 25 de marzo | Semifinales Regionales Sweet 16 25 de marzo | Semifinales Regionales Sweet 16 25 de marzo |  |   | Final Regional Elite 8 27 de marzo | Final Regional Elite 8 27 de marzo | Final Regional Elite 8 27 de marzo |  |
|  |                                     |                                     |                                     |                  |    |                                     |                                     |                                     |  |    |                                             |                                             |                                             |  |   |                                    |                                    |                                    |  |
|  |                                     |                                     |                                     |                  |    |                                     |                                     |                                     |  |    |                                             |                                             |                                             |  |   |                                    |                                    |                                    |  |
|  | 1                                   | Virginia                            | 81                                  |                  |    |                                     |                                     |                                     |  |    |                                             |                                             |                                             |  |   |                                    |                                    |                                    |  |
|  | 1                                   | Virginia                            | 81                                  |                  |    |                                     |                                     |                                     |  |    |                                             |                                             |                                             |  |   |                                    |                                    |                                    |  |
|  | 16                                  | Hampton                             | 45                                  |                  |    |                                     |                                     |                                     |  |    |                                             |                                             |                                             |  |   |                                    |                                    |                                    |  |
|  | 16                                  | Hampton                             | 45                                  |                  | 1  | Virginia                            | 77                                  |                                     |  |    |                                             |                                             |                                             |  |   |                                    |                                    |                                    |  |
|  | Raleigh                             |                                     |                                     |                  | 1  | Virginia                            | 77                                  |                                     |  |    |                                             |                                             |                                             |  |   |                                    |                                    |                                    |  |
|  |                                     |                                     | 9                                   | Butler           | 69 |                                     |                                     |                                     |  |    |                                             |                                             |                                             |  |   |                                    |                                    |                                    |  |
|  | 8                                   | Texas Tech                          | 9                                   | Butler           | 69 | 61                                  |                                     |                                     |  |    |                                             |                                             |                                             |  |   |                                    |                                    |                                    |  |
|  | 8                                   | Texas Tech                          |                                     |                  |    |                                     |                                     |                                     |  |    |                                             |                                             |                                             |  |   |                                    |                                    |                                    |  |
|  | 9                                   | Butler                              | 71                                  |                  |    |                                     |                                     |                                     |  |    |                                             |                                             |                                             |  |   |                                    |                                    |                                    |  |
|  | 9                                   | Butler                              | 71                                  |                  |    |                                     |                                     |                                     |  | 1  | Virginia                                    | 84                                          |                                             |  |   |                                    |                                    |                                    |  |
|  |                                     |                                     |                                     |                  |    |                                     |                                     |                                     |  | 1  | Virginia                                    | 84                                          |                                             |  |   |                                    |                                    |                                    |  |
|  |                                     |                                     | 4                                   | Iowa State       | 71 |                                     |                                     |                                     |  |    |                                             |                                             |                                             |  |   |                                    |                                    |                                    |  |
|  | 5                                   | Purdue                              | 4                                   | Iowa State       | 71 | 83                                  |                                     |                                     |  |    |                                             |                                             |                                             |  |   |                                    |                                    |                                    |  |
|  | 5                                   | Purdue                              |                                     |                  |    |                                     |                                     |                                     |  |    |                                             |                                             |                                             |  |   |                                    |                                    |                                    |  |
|  | 12                                  | Little Rock                         | 85**                                |                  |    |                                     |                                     |                                     |  |    |                                             |                                             |                                             |  |   |                                    |                                    |                                    |  |
|  | 12                                  | Little Rock                         | 85**                                |                  | 12 | Little Rock                         | 61                                  |                                     |  |    |                                             |                                             |                                             |  |   |                                    |                                    |                                    |  |
|  | Denver                              |                                     |                                     |                  | 12 | Little Rock                         | 61                                  |                                     |  |    |                                             |                                             |                                             |  |   |                                    |                                    |                                    |  |
|  |                                     |                                     | 4                                   | Iowa State       | 78 |                                     |                                     |                                     |  |    |                                             |                                             |                                             |  |   |                                    |                                    |                                    |  |
|  | 4                                   | Iowa State                          | 4                                   | Iowa State       | 78 | 94                                  |                                     |                                     |  |    |                                             |                                             |                                             |  |   |                                    |                                    |                                    |  |
|  | 4                                   | Iowa State                          |                                     |                  |    |                                     |                                     |                                     |  |    |                                             |                                             |                                             |  |   |                                    |                                    |                                    |  |
|  | 13                                  | Iona                                | 81                                  |                  |    |                                     |                                     |                                     |  |    |                                             |                                             |                                             |  |   |                                    |                                    |                                    |  |
|  | 13                                  | Iona                                | 81                                  |                  |    |                                     |                                     |                                     |  |    |                                             |                                             |                                             |  | 1 | Virginia                           | 62                                 |                                    |  |
|  |                                     |                                     |                                     |                  |    |                                     |                                     |                                     |  |    |                                             |                                             |                                             |  | 1 | Virginia                           | 62                                 |                                    |  |
|  |                                     |                                     | 10                                  | Syracuse         | 68 |                                     |                                     |                                     |  |    |                                             |                                             |                                             |  |   |                                    |                                    |                                    |  |
|  | 6                                   | Seton Hall                          | 10                                  | Syracuse         | 68 | 52                                  |                                     |                                     |  |    |                                             |                                             |                                             |  |   |                                    |                                    |                                    |  |
|  | 6                                   | Seton Hall                          |                                     |                  |    |                                     |                                     |                                     |  |    |                                             |                                             |                                             |  |   |                                    |                                    |                                    |  |
|  | 11                                  | Gonzaga                             | 68                                  |                  |    |                                     |                                     |                                     |  |    |                                             |                                             |                                             |  |   |                                    |                                    |                                    |  |
|  | 11                                  | Gonzaga                             | 68                                  |                  | 11 | Gonzaga                             | 82                                  |                                     |  |    |                                             |                                             |                                             |  |   |                                    |                                    |                                    |  |
|  | Denver                              |                                     |                                     |                  | 11 | Gonzaga                             | 82                                  |                                     |  |    |                                             |                                             |                                             |  |   |                                    |                                    |                                    |  |
|  |                                     |                                     | 3                                   | Utah             | 59 |                                     |                                     |                                     |  |    |                                             |                                             |                                             |  |   |                                    |                                    |                                    |  |
|  | 3                                   | Utah                                | 3                                   | Utah             | 59 | 80                                  |                                     |                                     |  |    |                                             |                                             |                                             |  |   |                                    |                                    |                                    |  |
|  | 3                                   | Utah                                |                                     |                  |    |                                     |                                     |                                     |  |    |                                             |                                             |                                             |  |   |                                    |                                    |                                    |  |
|  | 14                                  | Fresno State                        | 69                                  |                  |    |                                     |                                     |                                     |  |    |                                             |                                             |                                             |  |   |                                    |                                    |                                    |  |
|  | 14                                  | Fresno State                        | 69                                  |                  |    |                                     |                                     |                                     |  | 11 | Gonzaga                                     | 60                                          |                                             |  |   |                                    |                                    |                                    |  |
|  |                                     |                                     |                                     |                  |    |                                     |                                     |                                     |  | 11 | Gonzaga                                     | 60                                          |                                             |  |   |                                    |                                    |                                    |  |
|  |                                     |                                     | 10                                  | Syracuse         | 63 |                                     |                                     |                                     |  |    |                                             |                                             |                                             |  |   |                                    |                                    |                                    |  |
|  | 7                                   | Dayton                              | 10                                  | Syracuse         | 63 | 51                                  |                                     |                                     |  |    |                                             |                                             |                                             |  |   |                                    |                                    |                                    |  |
|  | 7                                   | Dayton                              |                                     |                  |    |                                     |                                     |                                     |  |    |                                             |                                             |                                             |  |   |                                    |                                    |                                    |  |
|  | 10                                  | Syracuse                            | 70                                  |                  |    |                                     |                                     |                                     |  |    |                                             |                                             |                                             |  |   |                                    |                                    |                                    |  |
|  | 10                                  | Syracuse                            | 70                                  |                  | 10 | Syracuse                            | 75                                  |                                     |  |    |                                             |                                             |                                             |  |   |                                    |                                    |                                    |  |
|  | St. Louis                           |                                     |                                     |                  | 10 | Syracuse                            | 75                                  |                                     |  |    |                                             |                                             |                                             |  |   |                                    |                                    |                                    |  |
|  |                                     |                                     | 15                                  | Middle Tennessee | 50 |                                     |                                     |                                     |  |    |                                             |                                             |                                             |  |   |                                    |                                    |                                    |  |
|  | 2                                   | Michigan State                      | 15                                  | Middle Tennessee | 50 | 81                                  |                                     |                                     |  |    |                                             |                                             |                                             |  |   |                                    |                                    |                                    |  |
|  | 2                                   | Michigan State                      |                                     |                  |    |                                     |                                     |                                     |  |    |                                             |                                             |                                             |  |   |                                    |                                    |                                    |  |
|  | 15                                  | Middle Tennessee                    | 90                                  |                  |    |                                     |                                     |                                     |  |    |                                             |                                             |                                             |  |   |                                    |                                    |                                    |  |
|  | 15                                  | Middle Tennessee                    | 90                                  |                  |    |                                     |                                     |                                     |  |    |                                             |                                             |                                             |  |   |                                    |                                    |                                    |  |
|  |                                     |                                     |                                     |                  |    |                                     |                                     |                                     |  |    |                                             |                                             |                                             |  |   |                                    |                                    |                                    |  |

#### Final Midwest Regional
| 27 de marzo de 2016 | Syracuse Orange                                                | 68–62                              | Virginia Cavaliers                                           | |  |
| 5:09 p. m. CDT      | Marcador por tiempos: 21–35, 47–27                             | Marcador por tiempos: 21–35, 47–27 | Marcador por tiempos: 21–35, 47–27                           | |  |
|                     | Estadísticas M. Richardson – 23 T. Roberson – 8 M. Gbinije – 6 | Reporte Pts Reb Asts               | Estadísticas L. Perrantes – 18 M. Brogdon – 7 M. Brogdon – 7 | Pabellón: United Center – Chicago Asistencia: 20.155 espectadores Árbitros: Mike Roberts, John Higgens, John Gaffney Televisión: TBS |  |

#### Mejor quinteto del Midwest Regional
- Malachi Richardson (Fr, Syracuse) – Mejor jugador del torneo[6]
- Michael Gbinije (Sr, Syracuse)
- London Perrantes (Jr, Virginia)
- Georges Niang (Sr, Iowa State)
- Domantas Sabonis (So, Gonzaga)

### Final Four - NRG Stadium – Houston, Texas
|  | Semifinales Nacional 2 de abril | Semifinales Nacional 2 de abril | Semifinales Nacional 2 de abril |                |    | Final Nacional 4 de abril | Final Nacional 4 de abril | Final Nacional 4 de abril |  |
|  |                                 |                                 |                                 |                |    |                           |                           |                           |  |
|  |                                 |                                 |                                 |                |    |                           |                           |                           |  |
|  | S2                              | Villanova                       | 95                              |                |    |                           |                           |                           |  |
|  | S2                              | Villanova                       | 95                              |                |    |                           |                           |                           |  |
|  | W2                              | Oklahoma                        | 51                              |                |    |                           |                           |                           |  |
|  | W2                              | Oklahoma                        | 51                              |                | S2 | Villanova                 | 77                        |                           |  |
|  |                                 |                                 |                                 |                | S2 | Villanova                 | 77                        |                           |  |
|  |                                 |                                 | E1                              | North Carolina | 74 |                           |                           |                           |  |
|  | E1                              | North Carolina                  | E1                              | North Carolina | 74 | 83                        |                           |                           |  |
|  | E1                              | North Carolina                  |                                 |                |    | 83                        |                           |                           |  |
|  | MW10                            | Syracuse                        | 66                              |                |    |                           |                           |                           |  |
|  | MW10                            | Syracuse                        | 66                              |                |    |                           |                           |                           |  |
|  |                                 |                                 |                                 |                |    |                           |                           |                           |  |

#### Mejor quinteto de la Final Four
- Ryan Arcidiacono (Sr, Villanova) – Final Four Most Outstanding Player[7]
- Josh Hart (Jr, Villanova)
- Phil Booth (So, Villanova)
- Joel Berry II (So, North Carolina)
- Brice Johnson (Sr, North Carolina)

#### Semifinales
| 2 de abril de 2016 | Villanova Wildcats                                            | 95–51                              | Oklahoma Sooners                                                   | |  |
| 5:09 p. m. CDT     | Marcador por tiempos: 42–28, 53–23                            | Marcador por tiempos: 42–28, 53–23 | Marcador por tiempos: 42–28, 53–23                                 | |  |
|                    | Estadísticas J. Hart – 23 K. Jenkins, J. Hart – 8 J. Hart – 4 | Box Score Pts Reb Asts             | Estadísticas J. Woodard – 12 B. Hield – 7 B. Hield, J. Woodard – 2 | Pabellón: NRG Stadium – Houston Asistencia: 75.505 espectadores Árbitros: Tom Eades, Tony Padilla, Mark Whitehead Televisión: TBS |  |

| 2 de abril de 2016 | Syracuse Orange                                            | 66–83                              | North Carolina Tar Heels                                             | |  |
| 7:49 p. m. CDT     | Marcador por tiempos: 28–39, 38–44                         | Marcador por tiempos: 28–39, 38–44 | Marcador por tiempos: 28–39, 38–44                                   | |  |
|                    | Estadísticas T. Cooney – 22 T. Roberson – 9 M. Gbinije – 2 | Reporte Pts Reb Asts               | Estadísticas B. Johnson, J. Jackson – 16 B. Johnson– 9 J. Berry – 10 | Pabellón: NRG Stadium – Houston Asistencia: 75.505 espectadores Árbitros: Jeff Clark, Roger Ayers, Mike Eades Televisión: TBS |  |

#### Final Nacional
| 4 de abril de 2016 | Villanova Wildcats                                                   | 77–74                              | North Carolina Tar Heels                               | |  |
| 8:19 p. m. CDT     | Marcador por tiempos: 34–39, 43–35                                   | Marcador por tiempos: 34–39, 43–35 | Marcador por tiempos: 34–39, 43–35                     | |  |
|                    | Estadísticas P. Booth – 20 J. Hart – 8 R. Arcidiacono, D. Ochefu – 2 | Box Score Pts Reb Asts             | Estadísticas M. Paige – 21 B. Johnson – 8 M. Paige – 6 | Pabellón: NRG Stadium – Houston Asistencia: 74.340 espectadores Árbitros: Michael Stephens, John Higgins, Terry Wymer Televisión: TBS |  |

| Campeón de la NCAA 2016      |
| ---------------------------- |
| Villanova Wildcats 2º título |